# Peter Hall
Peter Reginald Frederick Hall mais conhecido por Peter Hall (Bury St Edmunds, 22 de novembro de 1930 – Londres, 11 de setembro de 2017) foi um notório diretor de teatro, ópera e diretor de cinema inglês, cujo obituário no The Times o declarou "a figura mais importante no teatro britânico durante meio século".
Morreu aos 86 anos de idade, em Londres.

## Publicações
- The Wars of the Roses (1970)[3]
- John Gabriel Borkman Henrik Ibsen (1975)[4]
- Peter Hall's Diaries: the Story of a Dramatic Battle (1983)[5]
- Animal Farm (1986)
- The Wild Duck (1990)[6]
- Making An Exhibition of Myself (1993)[7]
- An Absolute Turkey (1994)
- The Master Builder (1995)[8]
- The Necessary Theatre
- Exposed by the Mask: Form and Language in Drama (2000)[9]
- Shakespeare's Advice To The Players (2003)